# Andesi tarkabajszika
Az andesi tarkabajszika vagy andoki tarkabajszika (Eubucco bourcierii) a madarak (Aves) osztályának harkályalakúak (Piciformes) rendjébe, ezen belül a bajuszosmadárfélék (Capitonidae) családjába tartozó faj.

## Előfordulása
Costa Rica, Guyana, Panama, Kolumbia, Ecuador, Peru és Venezuela területén honos.

## Taxonómia és rendszerezés
Az andoki tarkabajszikának 6 alfaja ismert:
- Eubucco bourcierii aequatorialis Salvadori & Festa (1900)
- Eubucco bourcierii anomalus Griscom (1929)
- Eubucco bourcierii bourcierii Lafresnaye (1845)
- Eubucco bourcierii occidentalis Chapman (1914)
- Eubucco bourcierii orientalis Chapman (1914)
- Eubucco bourcierii salvini Shelley (1891)

## Megjelenése
Testhossza 15 centiméter. A hím feje élénkvörös.

## Életmódja
Hegyvidéki erdők lombjai közt keresgéli gyümölcsökből és rovarokból álló táplálékát.

## Szaporodása
Korhadó fák odvába rakja fészkét.